# ペンサコーラ (ドック型揚陸艦)
|          |                                                                         |
| 艦歴     |                                                                         |
| 発注     | 1966年2月25日                                                           |
| 起工     | 1969年3月12日                                                           |
| 進水     | 1970年7月11日                                                           |
| 就役     | 1971年3月27日                                                           |
| 退役     | 1999年9月30日                                                           |
| その後   | 1999年9月30日に台湾に売却                                               |
| 除籍     |                                                                         |
| 性能諸元 |                                                                         |
| 排水量   | 満載 13,700 トン                                                        |
| 全長     | 168.6 m                                                                 |
| 全幅     | 25.6 m                                                                  |
| 吃水     | 6 m                                                                     |
| 機関     | 蒸気タービン ×2基 2軸 24,000馬力                                        |
| 最大速力 | 22ノット                                                                |
| 乗員     | 士官18名、海員340名 海兵隊員330名                                       |
| 兵装     | 20mmファランクスCIWS ×2基 Mk 38 25 mm 機関砲 ×2基 12.7mm重機関銃M2 ×4基 |
| 搭載艇   | LCAC ×2隻 またはLCU ×3隻 またはLCM ×18隻                                |

ペンサコーラ (USS Pensacola, LSD-38) は、アメリカ海軍のドック型揚陸艦。アンカレッジ級ドック型揚陸艦の3番艦。艦名はフロリダ州ペンサコーラに因む。その名を持つ艦としては4隻目。

## 艦歴
ペンサコーラはマサチューセッツ州クインシーのフォアリバー造船所で1969年3月12日に起工し、1971年3月27日に就役した。
1994年11月に東海岸の沖合で座礁し、艦長は1995年に解任された。同年地中海での巡航中に燃料漏れを発生し、艦は総員配備が行われた。燃料漏れは修理され、乗員に負傷者はなかった。1996年にはロードアイランド州ニューポートへ向かう途中再び座礁している。
ペンサコーラは1999年に退役し台湾へ売却、台湾海軍ではLSD-193旭海（ROCS Hsu Hai）として2000年7月に就役した。再就役にあたり、中華民国海軍では運用されていないMk 38 25 mm 機関砲に代わり、T75S 20mm機関砲を搭載している。